# 아지제 탄르쿨루
아지제 탄르쿨루(튀르키예어: Azize Tanrıkulu, 1986년 2월 9일 ~ )는 터키의 은퇴한 태권도 선수로 2008년 올림픽에서 은메달을 획득했다. 당시 결승까지 진출하였으나 대한민국의 임수정에게 0-1로 패하며 우승에 실패하였다. 아크데니즈 대학교 체육학과를 졸업했다.
오빠인 바흐리 탄르쿨루도 태권도 선수이며 2004년 올림픽에 참가하여 은메달을 획득하였다. 올케인 티나 모건은 오스트레일리아의 태권도 선수로 활동했다.